# Operació Jacint
L'Operació Jacint o Acció Jacint (en polonès: Akcja Hiacynt) va ser una operació massiva dels serveis secrets de la policia comunista de la República Popular de Polònia, duta a terme en els anys 1985-87. El seu objectiu era crear una base de dades nacional de tots els homosexuals polonesos i de les persones que estaven en contacte amb ells, i va donar lloc al registre d'unes 11.000 persones.